# Inés Padrosa
Inés Padrosa Gorgot (Gerona, 8 de octubre de 1954) es una bibliotecaria, bibliógrafa, investigadora e historiadora española.
Está licenciada en Historia del arte y diplomada en Biblioteconomía y Documentación. Desde el año 1986 es bibliotecaria de la Biblioteca del Palacio de Perelada, donde ha organizado exposiciones anuales y actos culturales, y desde donde ha desarrollado una tarea de difusión de los fondos de esta biblioteca. En 1996, publicó una bibliografía completa e interdisciplinar sobre el Alto Ampurdán, actualizada el 2000 y disponible en línea a partir del 2008. Ha trabajado, también, la vertiente gastronómica y ha recogido en formato de libro las recetas presentadas en varias ediciones de las Mostres Gastronòmiques de Peralada en cuatro compilaciones bianuales. Ha sido miembro de la junta del Instituto de Estudios Ampurdaneses, miembro del Patronato Eiximenis de la Diputación de Gerona, y del Patronato de San Quirico de Colera o la Asociación Cultural Castillo de Peralada. Ha colaborado con diferentes publicaciones periódicas y medios de comunicación como la Revista de Girona o el Diario de Girona.
Su obra La Principal de Peralada fue galardonada con el premio a Estudios sobre la Sardana, instituido por la Obra del Ballet Popular, 1991. La obra La Nissaga dels Serra fue galardonada con el premio a Estudios sobre la Sardana, instituido por la Obra del Ballet Popular, en 2001. Recibió el premio Indiketa Consejo Comarcal Alto Ampurdán, en el 2002.
El año 2014 ha comisionado la exposición sobre Damià Mateu en la biblioteca del Castillo de Peralada y es coautora del libro Damià Mateu i Bisa (1864-1935). Empresario, promotor y coleccionista.

## Obra
- La Principal de Peralada. Peralada: Ayuntamiento. 1990. ISBN 8486377722.
- Catàleg dels manuscrits catalans de la Biblioteca del Palau de Peralada. Gerona : Institut d'Estudis Gironins, 1998.[15]
- Catàleg dels manuscrits llatins de la Biblioteca del Palau de Peralada. Gerona : Institut d'Estudis Gironins, 1999.[15][16]
- Padrosa Gorgot, Inés; Ramió i Diumenge, Concepció (2000). La nissaga dels Serra. Santa Coloma de Farners: Edicions SOM. DL-Gi-1080-2000.[17]
- Bibliografia interdisciplinària de l'Alt Empordà. Figueras: Consell Comarcal de l'Alt Empordà. 1996. ISBN 8480670649.[18][19]
- Bibliografia interdisciplinària de l'Alt Empordà. Suplement. Gerona: Diputación. 2000. ISBN 8480670649.
- Terrades. Barcelona: Columna-Viena. 1999. ISBN 8483300451.[15]
- Peralada. Barcelona: Columna-Viena. 2000. ISBN 8483300753.[15]
- Història gràfica de Figueres : 125 anys de ciutat. Figueras. 2001. ISBN 8488589972. DL-Gi-1406-2001.
- Dalí a l'Empordà : la mirada dels fotògrafs empordanesos : Museu Empordà, Figueres gener-març 2004. Figueras: Amics dels Museus Dalí. 2003. ISBN 8460796620.[15]
- Marià Baig, una singular pluralitat. Figueras: Ayuntamiento. 2006. ISBN 8493448117.[15]
- Padrosa Gorgot, Inés; Padern Ponsí, Joan (2007). Peralada talaia entre l'Albera i el mar. Guia de Peralada-Vilanova de la Muga, Mollet de Peralada i Pedret i Marzà. Diputación de Gerona. ISBN 9788496747104.
- Institut d'Estudis Empordanesos : 50 anys d'història. Figueras: Institut d'Estudis Empordanesos. 2007. ISBN 978-8461151059.
- Diccionari biogràfic de l'Alt Empordà. Gerona: Diputació. 2009. ISBN 9788496747548. DL-Gi-603-2009.[16]
- Els Comtes de Peralada-Mallorca : [catálogo de la exposición]. Coordinació: Inés Padrosa Gorgot ; textos: Jaume Barrachina ... [et al.]. Peralada : Associació Cultural Castell de Peralada : Arxiu del Regne de Mallorca, 2012. ISBN 9788469539088.[15]
- 700 anys de l'Hospital de Figueres. Joel Colomer Casamitjana ... [et al.]. Figueras : Fundació Salut Empordà, DL 2013. ISBN 9788480671286.[15]
- Damià Mateu i Bisa : empresari, promotor i col·leccionista. Coordinació: Inés Padrosa Gorgot, textos Inès Padrosa i Gorgot  ... [et al.]. Peralada : Castell de Peralada, 2014. ISBN 9788461729005.[15]
- Peralada. Gerona : Diputación de Gerona : Obra Social "La Caixa", 2015.[20]